# Puliciphora jeanssoni
Puliciphora jeanssoni är en tvåvingeart som först beskrevs av Tragardh 1909.  Puliciphora jeanssoni ingår i släktet Puliciphora och familjen puckelflugor. Inga underarter finns listade i Catalogue of Life.